# Thomas de Trébons
Thomas de Trébons, surnom : Tom, né le 28 janvier 1970, est un joueur de hockey subaquatique français, actuellement licencié  au club de Hyères.  

## Biographie
Il est initié par Jean Gatignol en 1989, reste trois années à l'ASPTT, un an dans l’équipe de Nantes et trois ans  au club Sub Galatée Le Chesnay (anciennement ASSOC Le Chesnay 78 jusqu'en 1990). Quand il revient a l'ASPTT il devient entraineur et capitaine avec pour objectif gagner le championnat de France de première division. En 2001 il accède a la plus haute marche du podium. L'année suivante, tous les joueurs créent un nouveau club « HOPE » à la suite de problèmes de quota au sein de l'ASPTT.
HOPE restera dans les quatre premiers du championnat de France pendant 8 ans. 
En 2009 il déménage dans le sud et rejoint le H2SUB à Hyères. Champion de France deuxième division dès son arrivée en 2009, il poursuit sa route vers le podium.....
Il a est entré au club  France en 1991, il y restera   jusqu'à son deuxième sacre mondial de 2008. Sa première sélection nationale datant de 1993, capitaine de 1995 a 1996. 
En août 1995, il passe deux semaines en Slovénie avec Anne-Claire Lagarde pour le développement local du hockey subaquatique, puis, un mois après, il participe avec les frères Buki à son implantation en Hongrie (démonstrations à l'Amphora Buvar Club de Budapest, et à Pécs).
Les italiens ayant été de leur côté initiés en 1995 par Véronique Fay, Jacques Brechaire et Bruno Barillere, il leur donne à son tour une formation d'une semaine durant l'été 1999.
Durant l'été 1998, il est allé  en Serbie à Belgrade, où il retrouve Gavan Wise. Ensemble, ils forment les Serbes au hockey subaquatique. En 2008, il forme les Portugais avec l'aide de Marie Peigné et Hervé Thaurus. En 2018, formation de l'équipe nationale israélienne.
Arbitre International depuis 2001 (AN3) et membre du CNA, EF2 (depuis 1998)  il devient instructeur régional puis national rejoint le CNI (collège national des Instructeurs) dans les années 2002 puis coordinateur du CNI de 2007 jusqu'en fin 2009.
Il devient entraîneur de l'équipe de France masculine pour la saison 2005-2006, son équipe finira à la troisième place au championnat du monde de Sheffield. Il retrouve un poste d'entraîneur en 2012, avec l'équipe de France Masters qui finit 4e du championnat du monde à Eger.
Élu président de la commission mondiale de hockey subaquatique au sein de la CMAS en 2009 il est réélu en 2013, depuis 2017 il et redevenu simple membre de la commission.
Son épouse est Marie Peigné, également internationale de la discipline (3e du championnat du monde en 2006 à Sheffield, championne d'Europe en 2005 à Marseille, triple vice-championne d'Europe, en 1999, 2001, et 2003).

## Palmarès

### En équipes nationales

#### en Equipe Elite
- Double champion du monde CMAS de hockey subaquatique, en 1998 (San José, États-Unis, face à l'Afrique du Sud), et en 2008 (Durban, Afrique du Sud, face à la Nouvelle-Zélande cette fois) (il est alors avant-centre);
- Vice-champion du monde CMAS de hockey subaquatique, en 2000 (Hobart, Australie);
- deux fois 3e du championnat du monde, 2004 (Christchurch) (joueur), et 2006  (Sheffield) (il est alors l'entraîneur de l'équipe masculine, et joueur dans l’équipe master);
- Triple champion d'Europe CMAS de hockey subaquatique, en 1995 (Ammersfort, Pays-Bas), 1997 (Reims, France), et 2003 (Saint-Marin).
- Vice-champion d'Europe CMAS, 2005 (Marseille);
- 3e du championnat d'Europe 1993 (Sheffield);

#### en Equipe Master
- Champion du monde CMAS 2018 Master au Québec
- Vice-Champion du monde Master, en 2011 (Dordrecht);
- 3e des championnats du monde  2006 (Sheffield GB) 2016 (Stellenbosch  RSA)

### En club
- Triple champion de France, 1994 et 1996 avec Le Chesnay, et 2001 avec l'ASPTT (il est alors capitaine et entraîneur);
- Double champion de France 2e division, 1997 avec l'ASPTT, et 2009 avec le H2SUB à Hyères (il est alors capitaine et entraineur).